# Список умерших в 803 году

## Январь
- Джафар ибн Яхья, визирь при дворе халифа Харуна ар-Рашида.

## Февраль
- 28 февраля — Аль-Фудайль ибн Ийяд, исламский богослов, хадисовед, аскет; почитается суфиями как «святой» (авлия).

## Март
- 3 марта — Ансельм Нонантолский, сначала герцог Фриуля (середина VIII века), затем первый аббат Нонатолы (752/753—803); католический святой.

## Август
- 9 августа — Ирина, византийская императрица (797—802), первая женщина в истории Византии, правившая самостоятельно.

## Дата смерти неизвестна или требует уточнения
- Айлиль мак Доннхада, король Миде (802—803).
- Кардам, хан Болгарии (777—802).
- Кинич-Хой-Кавиль, правитель царства Канту цивилизации майя.
- Муаз аль-Харра, арабский грамматист.